# Kurt Langbein
Kurt Langbein (* 29. Oktober 1953 in Budapest) ist ein österreichischer Filmemacher, Wissenschaftsjournalist und Film-Produzent in Wien.

## Leben
Kurt Langbein wurde 1953 als Sohn von Aloisia und Hermann Langbein, dem Historiker und österreichischen Widerstandskämpfer gegen den Nationalsozialismus, in Ungarn geboren. Er wuchs in Wien auf.
Nach dem Studium der Soziologie in Wien von 1973 bis 1977 begann er seine journalistische Laufbahn 1978 in Claus Gatterers kritischem TV-Magazin „teleobjektiv“. Filme über Missstände in der Psychiatrie, in Kinderheimen und Haftanstalten, Berichte  über benachteiligte Minderheiten und eine Dokumentation über Versuche mit noch nicht zugelassenen Arzneimitteln in österreichischen Kliniken sorgten für Aufsehen und Diskussionen. Gatterers Magazin war umstritten und sollte schon bald nach der Wiederwahl Gerd Bachers zum ORF-Generalintendanten 1978 eingestellt werden. Doch zahlreiche Proteste von Sehern und Medien sorgten für eine Weiterführung bis 1983.
Nach der Einstellung des TV-Magazins und dem Tod Claus Gatterers 1984 arbeitete Langbein im „Inlandsreport“, gestaltete TV-Dokumentationen und entwickelte 1986 das TV-Format „betrifft“, das er bis 1989 leitete.
1989 wechselte  Langbein zum Nachrichtenmagazin „profil“ und leitete dort das Ressort „Inland“ (Wissenschaft und Gesellschaft).
1992 machte sich Langbein selbständig und gründete gemeinsam mit Christian Skalnik die Multimedia-Agentur Langbein & Partner Media, die er seit dem Ausscheiden Skalniks alleine leitet.
2001 gründete Langbein gemeinsam mit dem Internetdienstanbieter Netway das Gesundheitsportal „surfMED“, das er nach dem Verkauf von Netway an die UTA als Herausgeber selbständig weiterführt. 2009 übernahm „careon“, ein deutscher Hersteller einer elektronischen Patientenakte, die Mehrheit an surfMED.
Kurt Langbein ist mit Brigitte Ortner verheiratet und hat einen Sohn, den Schauspieler Daniel Langbein.

## Auszeichnungen
- 1980: Karl Renner-Förderungspreis für Publizistik
- 1981 und 1983: Fernsehpreise der Österreichischen Volksbildung für die TV-Dokumentationen „Irre Welten - Psychiatrie 1981“ und „Archipel Mauthausen“
- 2000: Medikinale International München:  Erster Preis „summa cum laude“ für die TV-Dokumentation „Zecken - Vampire hautnah“
- 2001: Hauptpreis bei dem 39. Internationalen Film Festival zu Wissenschaft, Technologie und Kunst Techfilm, Prag für die TV-Dokumentation „Zecken - Vampire hautnah“
- 2001: E-Business-Manager Award in der Kategorie Start-Up-Unternehmen für die Gründung von „surfmed“
- 2001: Prix MultiMediaAustria in der Kategorie „Internet Information und Publikation“ für die Gründung von „surfmed“
- 2003: Förderpreis „Creativ Industries: Multimedia 2003“ der Stadt Wien für das von surfMED eingereichte Projekt „Disease Management für Diabetiker“
- 2004: International Health Film Festival Liège (Belgium): SPECIAL PRIZE „LA MEUSE“ für die TV-Dokumentation „Zecken - Vampire hautnah“
- 2011: Prälat-Leopold-Ungar-JournalistInnenpreis für „herausragende journalistische Leistung“ für die „Kreuz & Quer“-TV-Dokumentation „Vom Sinn des Gebens - die Evolution der Nächstenliebe“ (gemeinsam mit Gottfried Derka).
- 2013: Romy Romyverleihung 2013 als beste TV-Dokumentation für „Wunder Heilung“
- 2013: Axel-Corti-Preis für herausragende Leistungen in Funk und Fernsehen[1]
- 2016: Romy als Produzent in der Kategorie Bester Dokumentarfilm Kino für „Hubert von Goisern – Brenna tuat’s schon lang“
- 2018: Dr.-Karl-Renner-Publizistikpreis für das Lebenswerk: Langbein hat "als Journalist, Filmemacher, und TV-Produzent Meilensteine für den österreichischen Journalismus gesetzt", begründete die Jury den Preis[2].
- 2020: Israelischer Dokumentarfilmpreis beim 22. DocAviv Festival für den Kinodokumentarfilm "Liebe war es nie" als Produzent[3]

## Publikationen
- Gesunde Geschäfte – die Praktiken der Pharmaindustrie, Mitautor 1981
- Bittere Pillen. Mitautor 1983, mit mehr als 2,5 Millionen verkauften Exemplaren eines der erfolgreichsten Sachbücher im deutschen Sprachraum. (Platz 1 der Spiegel-Bestsellerliste vom 3. Oktober 1983 bis zum 8. Januar 1984 und vom 16. Januar bis zum 16. September 1984)
- Kursbuch Gesundheit, Mitautor 1986
- mit Andrea Ernst, Franz Köppl, Krista Federspiel: Sozialstaat Österreich. Bei Bedarf geschlossen. Trend-Profil-Buch, Orac, Wien 1987.
- Reportagen aus der Zukunft – die sanfte Industriegesellschaft, ein Traum wird wahr, 1991, Mitautor
- Kursbuch Kinder, Mitautor 1993
- mit Manfred Mühlberger, Christian Skalnik: Kursbuch Lebensqualität. Die Umwelt schonen, Geld sparen und angenehm leben. Entscheidungshilfen für den Alltag. Kiepenheuer und Witsch, Köln 1995, ISBN 3-462-02459-0.
- mit Christian Skalnik: Viagra. Neue Potenz für Männer – mehr Lust für Frauen? Das neue Potenzmittel: Anwendung – Risiken – Alternativen – Bezugsquellen. Zeichnungen von Thomas Klefisch, Kiepenheuer und Witsch, Köln 1998, ISBN 3-462-02780-8.
- mit Christian Skalnik: Endlich schlank mit Xenical? Neue Wege zum Wunschgewicht. Alles über Xenical, Reductil & Co. Anwendung – Risiken – Alternativen. Kiepenheuer und Witsch, Köln 1998, ISBN 3-462-02781-6.
- mit Rike Fochler: Einfach Genial. Die sieben Arten der Intelligenz. Bastei Lübbe, Bergisch Gladbach 1999, ISBN 3-404-60469-5.
- mit Christian Skalnik: Leben verlängern – um welchen Preis? Europa Verlag 1994, Bastei Lübbe, Bergisch Gladbach 2000, ISBN 3-404-60479-2.
- mit Christian Skalnik, Elisabeth Tschachler-Roth: Wa(h)re Schönheit. Chirurgische und dermatologische Schönheitsbehandlungen. Methoden, Kosten, Risiken. Mosaik, München 2001, ISBN 3-576-11509-9.
- mit Christian Skalnik, Inge Smolek, Bert Ehgartner, Michaela Streimelweger, Doris Tschabitscher: Bioterror. Die gefährlichsten Waffen der Welt. Wer sie besitzt, was sie bewirken, wie man sich schützen kann. Deutsche Verlags-Anstalt, Stuttgart 2002, ISBN 3-421-05639-0.
- mit Bert Ehgartner: Das Medizinkartell. Die sieben Todsünden der Gesundheitsindustrie. Piper, München 2002, 2003, ISBN 3-492-23872-6.
- mit Ellis Huber: Die Gesundheits-Revolution. Radikale Wege aus der Krise – was Patienten wissen müssen. Aufbau-Verlag, Berlin 2004, ISBN 3-351-02572-6.
- Gesundheit Aktiv, Mitautor 2005
- mit Peter Bardehle: Entdecker der Wellness. Gesundheitskünste im alten China, Indien und Rom. Ueberreuter, Wien 2007, ISBN 978-3-8000-7315-3.
- Verschlußsache Medizin. Wie sie uns krank macht, wer davon profitiert und wie Sie das System überleben. Ecowin, Salzburg 2009, ISBN 978-3-902404-73-2.
- Radieschen von oben – über Leben mit Krebs. Ecowin Verlag, Salzburg 2012, ISBN 978-3-7110-0024-8
- Weissbuch Heilung: Wenn die moderne Medizin nichts mehr tun kann. Ecowin Verlag, Salzburg 2014, ISBN 978-3-7110-0042-2
- Landraub – die globale Jagd nach Ackerland. Ecowin Verlag Salzburg 2015, ISBN 3711000738
- mit Elisabeth Tschachler: Das Virus in uns. Motor der Evolution. Molden Verlag, Wien-Graz 2020, ISBN 978-3-222-15063-0.

## Filme
- 1987: Sozialstaat am Ende? (Regie), 3 X 45 MINUTEN, Sender: ORF
- 1994: Das Ende der Flugsicherheit. (Regie und Produzent), 61 Minuten, Sender: RTL
- 1995: Zwischen Leben und Tod – Alltag auf der Intensivstation. (Co-Regie mit Christian Skalnik und Produzent), 47 Minuten, Sender: RTL, ORF
  - Wunderkinder. (Regie und Produzent), 45 Minuten, Sender: ORF, WDR, NDR
- 1996: Die Glocken von Chernobyl. (Regie und Produzent), 52 Minuten, Internationale Koproduktion: RTL, TV Ucraine, TV Belorussia, TV Poland, TV Asai (Japan), Teleimages, ORF
  - Leben durch anderes Leben. (Regie und Produzent), 47 Minuten, ORF 1996
- 1997: Diagnose Krebs. (Regie und Produzent), 50 Minuten, ORF
  - Die Zukunft der Arbeit. (Regie und Produzent), 90 Minuten, ORF
- 1998–2000: Leib und Seele. (Produzent), 10 × 45 Minuten, ORF
- 1999: Medizin 2000. (Regie und Produzent), 52 Minuten, RTL
- 2000: Polizeistation Berlin Mitte (Produzent und Co-Regisseur mit Stephan Guntli und Bert Ehgartner), 4 × 40 Minuten, RTL
- 2000–2004: Die Natur schlägt zurück. (Produzent), 5 × 52 Minuten, RTL, National Geographic, PBS
- 2000: Zecken – die wahren Vampire. (Co Regie mit Bert Ehgartner, Produzent), 52 Minuten, Discovery Channel, ARTE, ORF
- 2002: Hermann Maier – das Comeback. (Produzent), 52 min, DVD, Österreichischer Schiverband
- 2003–2005: Wissens-Check. (Produzent), 350 × 2 Minuten, ORF
- 2003: Die Brücke von Mostar. (Co-Produzent mit Vidicom, Hamburg), 52 Minuten, ARTE, National Geographic, Avro, ORF
- 2004: Freak Waves. (Regie und Produzent), 52 Minuten, WDR ARTE, PBS
- 2005: Auf den Hund gekommen. (Produzent), 52 Minuten, ZDF ARTE
  - Zeit:Zeugen – Opfer des NS-Regimes im Gespräch mit Schülern. (Produzent), DVD für den Schulunterricht
- 2005–2006: Das ganz normale Verhalten der Österreicher. (Co-Regie mit Bert Ehgartner, Produzent), 8 × 43 Minuten ORF
  - André Heller – Außer Konkurrenz. (Produzent mit Othmar Schmiderer), 52 Minuten, HDV 16:9, für WDR/ARTE
- 2007: Entdecker der Wellness – Gesundheitskünste im alten China, Indien und Rom. (Produzent und Regie) 3x52 und 3x43 Minuten, HDCAM 16:9, für WDR/ARTE, MDR, ORF, SBS Australien, URS Schweden
  - Gewusst Wie – Wissenswertes über gesundes Leben. (Produzent), 70x4 Minuten für ORF-Sommerzeit
  - Claus Gatterer – im Zweifel auf Seiten der Schwachen. 45 Minuten BR-alpha und RAI (Regie und Produzent)
- 2008: Back to Africa. Kino-Dokumentarfilm von Othmar Schmiderer.(Produzent, Co-Produzent Peter Rommel), 90 Minuten 35mm, Eröffnungsfilm bei der Diagonale
  - Die Milliardenmacher – Geldvermehrung zwischen Gier und Ethik. (Regie und Produzent), 52 Minuten 16:9, ORF Kreuz & Quer
  - Das Hirn und ich. (Regie und Produzent), 30 Minuten, ORF Kreuz & Quer
  - Patient Gesundheitswesen. (Regie und Produzent), 45 Minuten, ORF Report Spezial
  - Fremde Hilfe. (Regie und Produzent), 45 Minuten, ORF-Thema Spezial
- 2009: Österreich – ein Paradies für Reiche.  30 Minuten, ORF Kreuz & Quer (Regie und Produzent)
  - Gebärstreik  35 Minuten, ORF Kreuz & Quer (Regie und Produzent)
  - Wohl bekomms – Kulinarische Ausflüge  6x25 Minuten, Servus TV (Regie und Produzent)
  - Fairer Handel oder Gier – der Weg zur gerechten Weltwirtschaft  52 Minuten, ORF Kreuz & Quer (Regie und Produzent)
- 2010: Österreich – ein Paradies für Reiche?  37 Minuten, ORF Kreuz & Quer (Regie und Produzent)
  - Baumwolle – das weiße Gold  30 Minuten, WDR (Regie und Produzent)
- 2011: Neues von der Farm der Tiere  37 Minuten, ORF Kreuz & Quer (Regie und Produzent)
  - Vom Sinn des Gebens – die Evolution der Nächstenliebe  52 Minuten, ORF Kreuz & Quer (Regie und Produzent)[4]
- 2012: Grenzfälle – erzählt von Robert Menasse 52 / 94 Minuten, Koproduktion mit ServusTV[5]
  - Wunder Heilung 60 / 52 Minuten, Koproduktion mit ORF, WDR[6]
  - Die Akte Aluminium 52 Minuten / 90 Minuten, ZDF/ARTE, ORF und SRF, Menschen & Mächte, (Produzent)
  - Wie reich sind Reiche? (mit Florian Kröppel) 35 Minuten ORF
- 2013: Wie Gewalt entsteht 52 Minuten ORF und Bildungsmedien des BMuKK
- 2014: Grenzenlos – wo der Vorhang fiel (mit Judith E. Innerhofer) 52 Minuten ORF und Bildungsmedien des BMuKK
  - Alles was gerecht ist (mit Judith E. Innerhofer) 52 Minuten ORF und Bildungsmedien des BMuKK
- 2015: Hubert von Goisern – Brenna tuat’s schon lang (Produzent), 90 Minuten, Kinodokumentarfilm, Regie: Marcus H. Rosenmüller
  - Landraub[7][8] (Regie und Produzent), 95 Minuten, Kinodokumentarfilm
  - Altern ohne Last (mit Judith E. Innerhofer) 52 Minuten ORF und Bildungsmedien des BMU
- 2016: Trotzdem gesund; Iss, was du bist; Was uns berührt; Doktor Natur – heilen ohne Chemie; Kann Glaube heilen? Bittere Ernte; (6x47 Minuten ServusTV)
  - Wie wirklich ist die Wirklichkeit (Regie und Produzent), 54 Minuten ORF
- 2017: Elvis und das Mädchen aus Wien, 60 Minuten ORF
  - Das letzte Jahr – sterben als Teil des Lebens (Regie und Produzent), 52 Minuten ORF
- 2018: Haben oder Sein, (Regie und Produzent), 52 Minuten ORF
  - Zeit für Utopien (Regie und Produzent), Kinodokumentarfilm, 95 Minuten[9]
- 2019: Was unsere Gene lenkt – Epigenetik und Schicksal (Regie mit Andrea Eder und Produzent), 52 Minuten ORF
- 2020: Anders essen – das Experiment (Regie und Produzent gemeinsam mit Andrea Ernst), Dokumentarfilm Kino und TV 85 Minuten, ORF, Arte
  - Natur nach Maß – wie Gene manipuliert werden (Regie mit Ann Katharine Wohlgenannt und Produzent) 52 Minuten ORF
- 2022: Der Bauer und der Bobo (Regie und Produzent), Kinodokumentarfilm
- 2023: Projekt Ballhausplatz (Regie und Produzent), Kinodokumentarfilm